# Željko Kolar
Željko Kolar (Klanjec, 10. kolovoza 1967.) hrvatski je političar koji trenutno obnaša dužnost župana Krapinsko-zagorske županije. Član je Socijaldemokratske partije Hrvatske (SDP) i bivši je zastupnik u Hrvatskom saboru (2011. – 2013.) te gradonačelnik Klanjca (2009. – 2013.)

## Osobni život
Oženjen je Mirom Hrbud Kolar, s kojom ima dvoje djece.